# ロバン
ロバン（Robin）は、フランスにかつて存在した航空機メーカー。現在はApex社の軽飛行機ブランド名となっている。

## 概要
ロバン社は1957年にピエール・ロバン(Pierre Robin)とジーン・デルモンテ(Jean Délémontez)がヨーデル社から独立して設立した会社で、軽飛行機の設計・製造を行った。設立者の両名とも航空機の設計者であり、同社の機はこの両名の設計によるものが多い。
最も成功したモデルは、ロバン DR400（やはり両名の設計）であろう。1972年に初飛行し、2006年時点でも生産が継続されている。
会社は1988年にApex社に買収されたが、ブランドは健在である。

## 主な機体
- ロバン R2000
- ロバン R3000
- ロバン DR300
- ロバン DR340
- ロバン DR400
- ロバン HR100
- ロバン HR200